# 栃木县旗
栃木县旗（日语：／ Tochigi ken ki）是日本的47面日本都道府县旗之一。该条目是对栃木县旗以及栃木县章（日语：／）的解说。

## 概要
1962年12月1日制定县章，1964年3月1日制定县旗。抽象的汉字“栃”充满动感，木偏部分代表了古汉字“木”，象征了向上充沛的精力。
县旗底色是黄绿色，中央用白色盖上县章。